# Уитлок, Саймон
Саймон Уитлок (3 марта 1969 года, Австралия) — профессиональный дартсмен, выступающий в турнирах под эгидой PDC. Прозвище — The Wizard (Волшебник).
Финалист чемпионата мира BDO (2008) и чемпионата мира PDC (2010). Является единственным игроком, кто не выигрывал чемпионат мира, играя в финалах обоих турниров (BDO и PDC).
Победитель чемпионата Европы (2012) и, совместно с Дэймоном Хэтой, Кубка мира (2022). Считается сильнейшим австралийским игроком всех времен, и ему приписывают возрождение популярности дартса в Австралии и Океании.

## Результаты на чемпионатах мира

### BDO
- 2005 — полуфинал (поражение от Мартина Адамса 0-5)
- 2006 — 1/4  (поражение от Пала Хэнвиджа 2-4)
- 2007 — 1/8 (поражение от Нильса Рёйтера 3-4)
- 2008 — финалист (поражение от Марка Уэбстера 5-7)
- 2009 — 1/8 (поражение от Дэррила Фиттона 2-4)

### PDC
- 2003 — третий раунд (поражение от Ричи Бёрнетта 3-5)
- 2010 — финалист (поражение от Фила Тейлора 3-7)
- 2011 — третий раунд (поражение от Винсента ван дер Ворта 2-4)
- 2012 — полуфинал (поражение от Энди Хэмильтона 1-6)
- 2013 — четвертьфинал (поражение от Раймонда ван Барневельда 1-5)
- 2014 — полуфинал (поражение от Питера Райта 2-6)
- 2015 — первый раунд (поражение от Даррена Уэбстера 1-3)
- 2016 — первый раунд (поражение от Рики Эванса 2-3)
- 2017 — второй раунд (поражение от Даррена Уэбстера 0-4)
- 2018 — второй раунд (поражение от Даррена Уэбстера 1-4)
- 2019 — второй раунд (поражение от Райана Джойса 0-3)
- 2020 — четвертый раунд (поражение от Гервина Прайса 2-4)
- 2021 — третий раунд (поражение от Кшиштофа Ратайски 0-4)
- 2022 — второй раунд (поражение от Мартина Клеермакера 1-3)
- 2023 — второй раунд (поражение от Жозе де Соузы 2-3)
- 2024 — второй раунд (поражение от Гэри Андерсона 0-3)

## Финалы

### PDC Финалы главных турниров: 3 (1 победа, 2 финала)
| Legend                |
| Чемпионат Мира (0–1)  |
| World Matchplay (0–0) |
| Премьер-лига (0–1)    |
| Другие (1–0)          |

| Результат  | Номер | Год  | Чемпионат                | Соперник в финале | Счет     |
| Финалист   | 1.    | 2010 | World Darts Championship | Фил Тэйлор        | 3–7 (с)  |
| Финалист   | 2.    | 2012 | Премьер-лига             | Фил Тэйлор        | 7–10 (л) |
| Победитель | 1.    | 2012 | Чемпионат Европы         | Уэс Ньютон        | 11–5 (л) |

## Личная жизнь
У Уитлока есть два сына, Мэйсон и Локки, от своей жены Петы, которая помогла ему дойти до финала чемпионата мира по дартсу 2010.